# Hupej
Hupej kiejtéseⓘ (kínai: 湖北, pinjin: Húběi) a Kinai Népköztársaság egyik tartománya. Nevét (magyarul am. "a tótól északra") a tartománytól délre, Hunan tartományban található Tungting-tóról kapta. A tartomány székhelye és legnagyobb városa Vuhan.

## Történelem
A területen az első szervezett állam az i. e. 8–5. században a Csou-dinasztia állama volt. Ez eredetileg nem számított kínai államnak, de történetének végére kínai jellegűvé vált és a tartomány attól kezdve osztozott Kína történetében. Területét kínai tartományba i. e. 206-ban osztották be, akkoriban még a későbbi Hunan tartománnyal alkotott egy igazgatási egységet. A 4. században Észak-Kína nomád uralom alá került, de Hupej akkor is kínai maradt.
1334-ben dúlt az első feljegyzett pestisjárvány. A következő három évszázadban elterjedt egész Eurázsiában, megtizedelve a lakosságot.
Az önálló Hupej tartományt 1664-ben szervezték meg. Akkoriban nem közvetlenül a császári udvar irányította a tartományt, hanem volt egy regionális alkirály több tartományra kiterjedő hatáskörrel. Az egyik különösen tehetséges alkirály – Zhang Zhidong volt a neve - virágzó kereskedelmi és nehézipari központtá fejlesztette Vuhan városát, a mai tartományi székhelyet.
A második világháborúban a tartomány keleti részét megszállták a japánok, a nyugati rész kínai kézen maradt.
1954-ben súlyos árvíz pusztított a tartományban. Azután határozták el, hogy nagyszabású völgyzáró gátakat építenek a Jangce folyón. Közülük a legnagyobb a Három-szurdok völgyzáró gát, amelynek az építése 1993-ban kezdődött. Az építkezés miatt másfél millió embert telepítettek ki addigi lakhelyéről.

## Közigazgatás
Hupej 12 prefektúrai jogú városra, 1 autonóm prefektúrára, 3 közvetlen irányítású megyei jogú városra és egy megyei szintű erdészeti körzetre van felosztva:
Prefektúrai jogú városok:
- Vuhan (egyszerűsített kínai: 武汉市; pinjin: Wǔhàn Shì)
- Ezhou (鄂州市 Èzhōu Shì)
- Huanggang (黄冈市 Huánggāng Shì)
- Huangshi (黄石市 Huángshí Shì)
- Jingmen (荆门市 Jīngmén Shì)
- Jingzhou (荆州市 Jīngzhōu Shì)
- Shiyan (十堰市 Shíyàn Shì)
- Suizhou (随州市 Suízhōu Shì)
- Xiangfan (襄樊市 Xiāngfán Shì)
- Xianning (咸宁市 Xiánníng Shì)
- Xiaogan (孝感市 Xiàogǎn Shì)
- Yichang (宜昌市 Yíchāng Shì)

Autonóm prefektúra:
- Enshi Tujia és Miao Autonomóm Prefektúra (恩施土家族苗族自治州 Ēnshī Tǔjiāzú Miáozú Zìzhìzhōu)

Közvetlen irányítású megyei jogú városok:
- Tianmen (天门市  Tiānmén Shì)
- Qianjiang (潜江市 Qiánjiāng Shì)
- Xiantao (仙桃市 Xiāntáo Shì)

Megyei szintű erdészeti terület:
- Shennongjia (神农架林区 Shénnóngjià Línqū)

## Népesség
| 2020 | 57 752 557 |

## Külső hivatkozások
- Heilongjiang tartomány hivatalos honlapja (angolul)
- Hupej tartomány térképe